# Éducation byzantine
L’éducation byzantine est en vigueur du IVe au XVe siècle. En 395 apr. J.-C., l'Empire romain fut divisé en deux parties : l'Ouest et l'Est (byzantin). L'Empire byzantin a duré plus de mille ans, et s'est effondré en 1453 sous les coups de l'Empire Ottoman. L’idéal d'un Byzantin éduqué est représenté comme une personne à l'éducation classique gréco-romaine.

## Une culture grecque maintenue
Cette culture grecque, déjà christianisée au IVe et au Ve siècle, est conservée et transmise par un système éducatif hérité du passé gréco-romain. Cette culture était alors centrée sur l'étude et l'imitation de la littérature classique grecque.

## L'école monastique face à l'école byzantine
L'école monastique au Moyen Âge demeure hostile aux humanistes. Elle privilégie une éducation chrétienne, c'est-à-dire une école privée réservée aux jeunes aspirants à la vie religieuse. Au XIe siècle, l'éducation byzantine est alors divisée par deux éducations qui sont classique et chrétienne.
L'éducation classique a conduit à la recherche de nouvelles méthodes d'apprentissage vers deux directions, soit l'enseignement des compétences de base de la lecture et le commentaire de la littérature classique du siècle ainsi que l'enseignement de l'art rhétorique. L'éducation classique est devenue une idée de moins en moins logique et intelligente car cela était vouée aux enfants riches. En plus de cela, certains élèves ont été concernés par ce sujet parce qu'ils avaient échappé à leurs maîtres.
L'éducation chrétienne se base sur la lecture et l'écriture pour l'apprentissage des Psaumes destinée aux nouveaux convertis et aux moines, principalement pour étudier et méditer l'écriture du livre saint afin de montrer leur pureté et leur piété.

## Les étapes de l'éducation classique
Il existe trois étapes de l'éducation :
- tout d'abord, le maître de l'école élémentaire enseigne les compétences de base de la lecture et de l'écriture pour les enfants âgés de 6 à 10 ans ;
- Ensuite, le maître de l'école secondaire enseigne l'étude et le commentaire de la littérature classique et du grec littéraire pour les élèves âgés de 10 à 16 ans ;
- Enfin, le rhéteur enseigne aux élèves l'art oratoire qui est favorisé par rapport à la pensée originale.
Il existe également une étape facultative où un professeur de philosophie présente aux élèves des sujets philosophiques en débattant par exemple sur les œuvres d'Aristote ou de Platon. Cette étape est principalement présente dans l'enseignement supérieur.

## Les différents enseignements
Il existe trois enseignements distincts : primaire, secondaire et supérieur. L'enseignement primaire est largement disponible dans tout le territoire de l'empire aussi bien dans les villes que dans les campagnes. Cela a donc permis l'alphabétisation de la population byzantine jusqu'au XIIe siècle. L'enseignement secondaire n'est dispensé que dans les villes. Les élèves désirant recevoir un enseignement supérieur sont obligés de se déplacer à Constantinople qui est le centre culturel de l'empire.
L'enseignement primaire favorise d'abord l'enseignement de la lecture et de l'écriture de courts textes tels que des Psaumes. Il y a également la présence d'une étude de l'arithmétique simple à ce stade. Les enseignants avaient un statut social modeste et dépendaient des honoraires payés par les parents pour leur subsistance. Les parents tenaient régulièrement des cours dans leurs propres maisons. L'emploi de tuteurs privés de la part des ménages riches était très fréquent. Les méthodes d'enseignement étaient portées sur les exercices de mémorisation et de copie, renforcés par des récompenses et des punitions.
L'enseignement secondaire favorise l'enseignement de la grammaire et du vocabulaire de la littérature grecque classique et ecclésiastique des périodes romaines et hellénistiques. On peut également y voir l'étude de la mythologie tel qu'en étudiant Homère. Le manuel le plus utilisé était la brève grammaire de Dionysius Thrax complétée au IXe siècle par Les Canons de Theognostos. Les écoles secondaires possédaient beaucoup plus d'enseignants, de plus, les élèves plus âgés étaient censés aider les élèves moins âgés.
L'enseignement supérieur favorise l'enseignement de l'art rhétorique, des textes modèles avec des commentaires détaillés par des rhéteurs. Il y a peu d'innovation dans la théorie, après avoir étudié les modèles, les élèves continuent à créer et à diffuser des discours sur divers sujets. Au XIe siècle, apparaît un intérêt renouvelé dans la tradition philosophique grecque. Au XVe siècle, Platon est remis en valeur alors qu'il était négligé pour Aristote grâce au philosophe George Gemistos. L'enseignement philosophique concerne alors l'explication des textes et non l'analyse des problèmes. Cet enseignement va fournir de nombreux savants et articulé aux bureaucraties sophistes de l'État et de l'Église.
Ensuite, les élèves suivent une formation professionnelle pour des sujets divers tels que la médecine, le droit et l'architecture.

## L’université de Constantinople, un pilier de l’éducation byzantine
L’université de Constantinople connue sous le nom d'université du Palais de la Magnaure a été fondée en 425 par l'empereur Théodose II. Cette université est au centre des études byzantines et est le pilier de la tradition classique.

## Une éducation aux objectifs précis
Le but de l’éducation byzantine est de former une élite afin que l’Empire puisse recruter librement des fonctionnaires aptes. Cette éducation est centrée sur des normes classiques telles que les arts libéraux, le droit et surtout la philosophie. Cependant, cet enseignement ne suit pas les études ecclésiastiques de par la décision de la chrétienté à ne pas mettre en place un cursus plus religieux au sein de l'enseignement supérieur. La pédagogie hellénistique a persisté de l'échelon primaire à l'échelon secondaire. Au niveau de l'échelon secondaire, c'est la grammaire et le commentaire de texte qui sont favorisés. Le byzantin idéal de l'éducation est Michel Psellos, ayant appris l'Iliade par cœur et en ayant réalisé l'exploit de Nicaratos de Xénophon.